# Villetelle

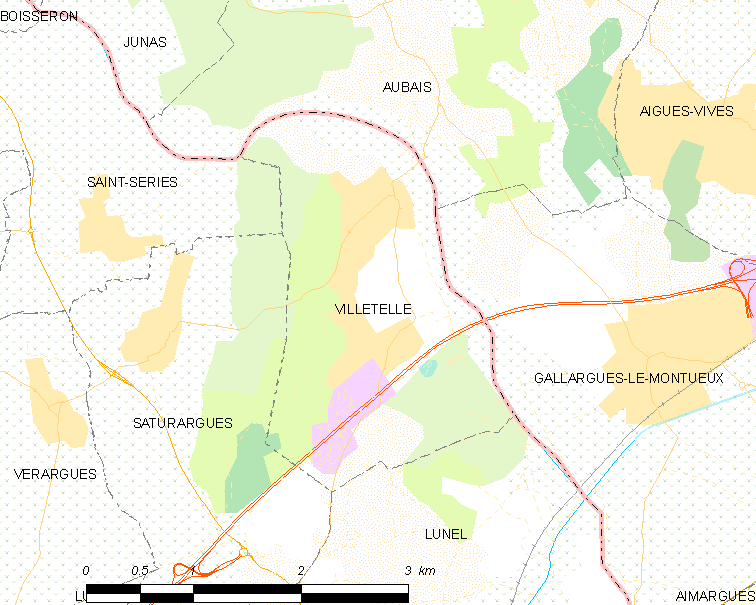
Mapa

Villetelle es una localidad y  comuna francesa situada en el departamento de Hérault, en la región de Occitania.

La localidad conserva restos del oppidum romano de Ambrussum, sobre la Vía Domitia. Villetelle es una de las etapas tradicionales de la via tolosane desde Arlés y Saint-Gilles en el Camino de Santiago

## Demografía
| 135 | 154 | 194 | 248 | 507 | 923 | 1463 |
| Para los censos de 1962 a 1999 la población legal corresponde a la población sin duplicidades (Fuente: INSEE [Consultar]) |     |     |     |     |     |      |